# Willy Scheers
Willy Scheers (Lier, 29 de marzo de 1947) es un ciclista belga retirado, profesional entre 1969 y 1982, cuyo mayor éxito deportivo lo logró en la Vuelta a España, donde obtuvo una victoria de etapa en su edición de 1971.

## Palmarés
| 1969 - 1 etapa en la Carrera de la Paz 1970 - Amberes 1971 - 1 etapa en la Vuelta a España - Ninove - Noorderwijk - Nazareth 1972 - Wakken - Oostduinkerke - Petegem-aan-de-Leie 1973 - 1º en el Premio de Heist-op-den-Berg - Polder-Kempen - Lommel | 1976 - Halse Pijl - Neerheylissem - Oostduinkerke - Ninove - Mortsel - Tienen 1977 - Buggenhout - Oostduinkerke 1980 - Bredene 1981 - Blaasvelt 1982 - Oostrozebeke |